# Бакоња фра Брне (филм)
Бакоња фра Брне је југословенски филм, снимљен 1951. у режији Федора Ханжековића.
Филм је снимљен по истоименом роману српског писца Симе Матавуља. Директор фотографије је Октавијан Милетић.

## Радња
На обронцима планина у далматинском залеђу, у селу Зврљеву, 1870. године живело је многољудно братство Јерковића, једна од тзв. светих лоза, лозе фратара. До тог доба они су дала двадесет четири фратра. Фра - Брна, изданак лозе Јерковића, полазећи у католички манастир на острву Висевац, поведе са собом једног од својих синоваца, младог и несташног Бакоњу. По доласку Бакоња бива сведоком непобожног живота фратара, који траже задовољство у јелу и пићу, као и у новцу и дружењу са женама, а исувише су строги према својим ученицима, што је и он осетио на својој кожи.

## Улоге
| Глумац           | Улога           |
| ---------------- | --------------- |
| Миша Мирковић    | Бакоња          |
| Милан Ајваз      | Фра-Брне        |
| Маријан Арханић  | Цимавица        |
| Карло Булић      | истражни судија |
| Милена Дапчевић  | Цвита           |
| Дејан Дубајић    | Дундак          |
| Рахела Ферари    | Осињача         |
| Људевит Галић    | Пјевалица       |
| Оскар Хармош     |                 |
| Иво Јакшић       | председник суда |
| Олга Кларић      |                 |
| Васо Косић       | Фра-Срдар       |
| Емил Кутијаро    |                 |
| Јозо Лауренчић   | Сунда           |
| Владимир Медар   | Крсто           |
| Јосип Петричић   | Фра-Вртиреп     |
| Миливој Пресечки | Фра-Тетка       |
| Стјепан Писек    | Фра-Жвалоња     |
| Мате Реља        |                 |
| Јожа Рутић       | Рора            |
| Шиме Шиматовић   | Чагљина         |
| Виктор Старчић   | Кушмељ          |
| Владо Стефанчић  |                 |
| Мира Ступица     | Маша            |
| Јосип Данеш      |                 |
| Мартин Матошевић |                 |
| Драго Бахун      |                 |
| Виктор Лељак     |                 |

Комплетна филмска екипа  ▼
| Редитељ                   | Федор Ханжековић  |                                |
| Сценариста                | Федор Ханжековић  |                                |
| Сценариста                | Симо Матавуљ      | (новела)                       |
| Композитор                | Борис Папандопуло |                                |
| Директор фотографије      | Октавијан Милетић |                                |
| Mонтажер                  | Блаженка Јенчик   |                                |
| Сценограф                 | Владимир Тадеј    |                                |
| Уметнички директор        | Б. Декуал         |                                |
| Уметнички директор        | Владимир Тадеј    |                                |
| Костимограф               | М. Туркаљ         |                                |
| Одсек за шминку           | Мирко Мачкић      | шминкер                        |
| Менаџер продукције        | Владимир Џамоња   | директор филма                 |
| Менаџер продукције        | Карло Худец       | вођа снимања (као К. Худец)    |
| Помоћник режије           | Мате Реља         | помоћник редитеља              |
| Уметнички одсек           | Т. Јанис          | сет дизајнер                   |
| Уметнички одсек           | Х. Ортински       | сет дизајнер                   |
| Уметнички одсек           | Стево Влаховић    | сценски реквизитер             |
| Одсек за звук             | Матија Барбалић   | микроман                       |
| Одсек за звук             | Алберт Прегерник  | тон мајстор                    |
| Одсек за камеру и расвету | Владимир Брадац   | пратилац камере                |
| Одсек за камеру и расвету | Крешо Грчевић     | пратилац камере                |
| Одсек за камеру и расвету | Златко Хауптфелд  | вођа расвете                   |
| Одсек за камеру и расвету | Будимир Мађер     | пратилац камере (као Б. Мађер) |
| Музички одсек             | Лидија Јојић      | музички уредник                |
| Остала екипа              | Н. Сзенде         | секретар режије                |